# الکساندر دوم، پادشاه اسکاتلند
الکساندر دوم (به انگلیسی: Alexander II) (۲۴ اوت ۱۱۹۸ - ۸ ژوئیه ۱۲۴۹) پادشاه اسکاتلند از ۱۲۱۴ تا ۱۲۴۹ بود. او با بارون‌های انگلیسی علیه شاه جان متحد شد و بعدتر پیمان صلحی را با هنری سوم امضا کرد. الکساندر دوم در طول زمامداریش توانست تا حد زیادی حکومت پادشاهی اسکاتلند را تقویت نماید.

## زندگینامه
الکساندر پسر ویلیام یکم بود و پس از مرگ پدرش در ۱۲۱۴ بر تخت پادشاهی نشست. او هنگامی که بارون‌های انگلیسی در ۱۲۱۵ علیه شاه جان (حکومت: ۱۱۹۹-۱۲۱۶) سر به شورش برداشتند با آنها همراه شد. الکساندر دوم امیدوار بود تا با این کار قلمروهای شمال انگلستان را که مدعیشان بود به دست آورد. اما جان در ۱۲۱۶ مرد و پسرش هنری سوم (حکومت: ۱۲۱۶-۱۲۷۲) جانشین او شد. پس الکساندر دوم با او بیعت کرده پیمان صلحی را در ۱۲۱۷ با او امضا نمود و در ۱۲۲۱ با جُوان، خواهر هنری سوم ازدواج کرد.
الکساندر در ۱۲۲۲ توانست آرگایل در غرب اسکاتلند را مطیع خود سازد و چند سال بعد، با سرکوب شورش لردهای اسکات موفق شد بخش‌هایی خودمختار اسکاتلند را که تنها به طور اسمی حکومت پادشاهی را به رسمیت شناخته بودند به زیر فرمان خود آورد.
در ۱۲۳۷ الکساندر دوم و هنری سوم پیمان‌نامهٔ دیگری را با یکدیگر در یورک امضا کردند که به «عهدنامهٔ یورک» معروف شد. بر اساس ین عهدنامه، پادشاه اسکاتلند از توسعهٔ مرزهای خود به سمت جنوب و در خاک انگلستان چشم‌پوشی می‌کرد و در مقابل، چندین ملک انگلیسی به او واگذار می‌شد. بدین‌ترتیب مرزهای اسکاتلند تقریباً در همین جای امروزیشان ثابت شد. الکساندر در ۱۲۴۹ و هنگامی که برای فتح جزایر تحت تملک نروژ در حاشیهٔ غربی سواحل اسکاتلند آماده می‌شد درگذشت.